# قلعة الحداد (حفاش)

تعديل مصدري - تعديل

قلعة الحداد هي إحدى قرى عزلة السهمان بني عمر بمديرية حفاش التابعة لمحافظة المحويت، بلغ تعداد سكانها 238 نسمة حسب تعداد اليمن لعام 2004.